# Slush Puppie
Slush Puppie (stylisé en SLUSH PUPPiE) est une barbotine (boisson ressemblant au granité) créée en 1970 et commercialisée par la division Slush Puppie de J&J Snack Foods (en), d'abord aux États-Unis, puis dans divers autres pays.

## Historique
Le fondateur de Slush Puppie, Will Radcliff (en), décide de créer l'entreprise après avoir vu une machine à barbotine lors d'une foire commerciale à Chicago en 1970,. Radcliff, sa sœur et leur mère inventent le nom « Slush Puppie » en se basant sur l'expression « hush puppy » (« chiot silencieux »). À ses débuts, la compagnie propose des barbotines à saveur de cerise, d'orange, de raisin et de citron-lime.
Radcliff démarre l'entreprise avec 970 dollars pour atteindre 25 millions de dollars sous sa direction.
En 2000, Radcliff vend Slush Puppie à Cadbury pour 16,6 millions de dollars,. La société est ensuite rachetée par J&J Snack Foods (en), un fabricant de produits alimentaires basé dans le New Jersey, le 30 mai 2006,.

## Composition
La Slush Puppie se compose de deux éléments principaux : la base et l'arôme. La base est constituée d'un sirop aromatisé qui est mélangé à de l'eau puis congelé. Il en résulte un mélange de granulés de glace dans un liquide sucré qui contient la même quantité de calories et de sucre qu'une boisson gazeuse (un verre de 500 ml contient 225 calories et 60 g de sucre).

## Logo
La mascotte de la marque est un chiot blanc nommé Chilly Dog (« Chien frileux »)[réf. souhaitée], portant une chemise bleue avec la lettre « S » et un bonnet en tricot.

## Galerie d'images

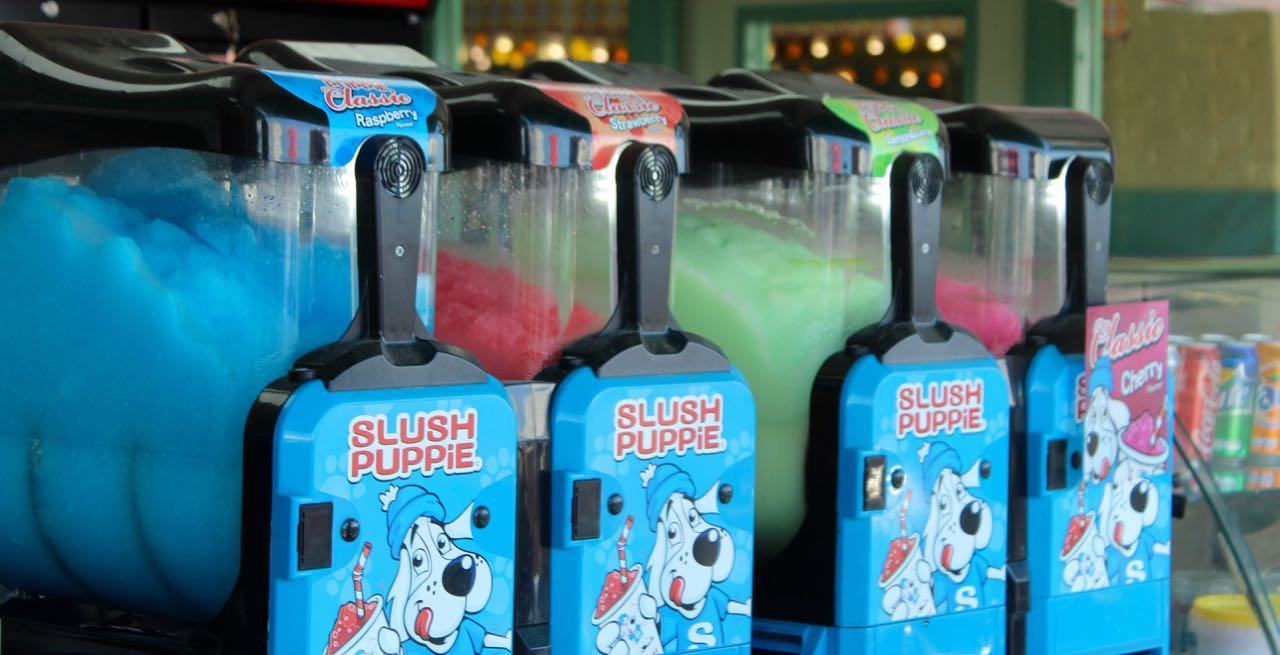
Machines de Slush Puppie.
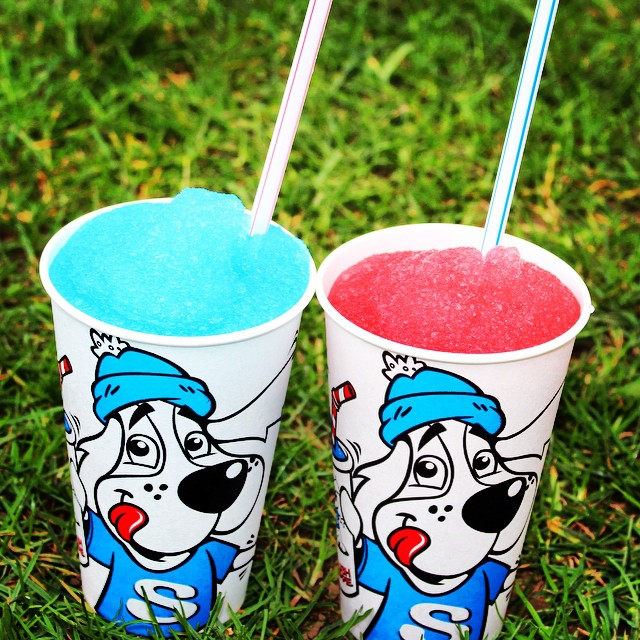
Gobelets de Slush Puppie.
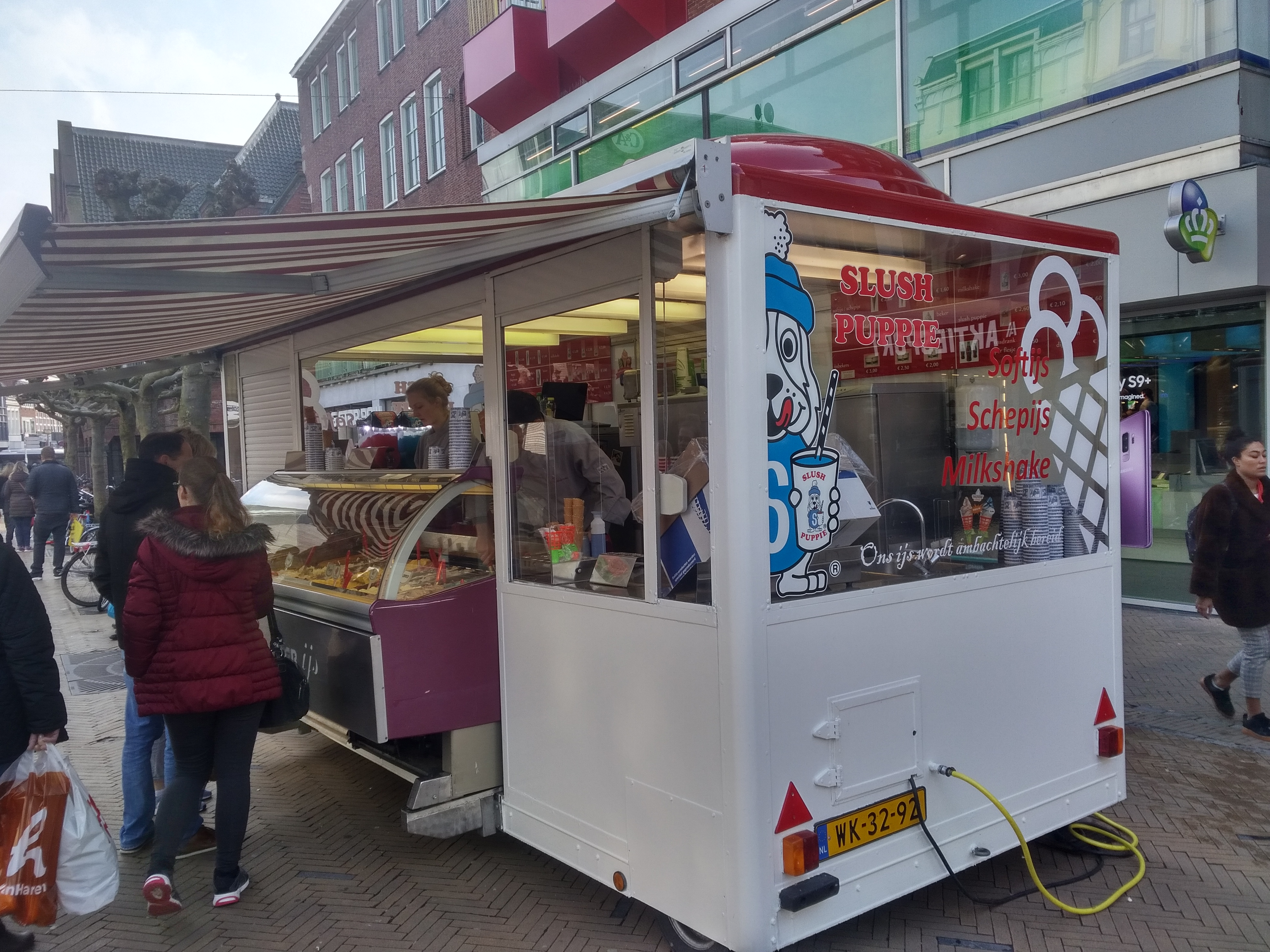
Camion-restaurant vendant du Slush Puppie à Groningue.